# 診療放射線技師法
診療放射線技師法（しんりょうほうしゃせんぎしほう、昭和26年6月11日法律第226号）は、診療放射線技師全般の職務・資格などに関する日本の法律である。

## 構成
- 第1章 総則（第1条・第2条）
- 第2章 免許（第3条 - 第16条）
- 第3章 試験（第17条 - 第23条）
- 第4章 業務等（第24条 - 第30条）
- 第5章 罰則（第31条 - 第37条）
- 附則

## 沿革
- 1951年（昭和26年）6月11日 - 「診療エツクス線技師法」として公布、同年8月10日施行。
- 1968年（昭和43年）9月20日 - 「診療放射線技師及び診療エツクス線技師法」に題名改正。診療放射線技師の区分が新設される。
- 1984年（昭和59年）10月1日 - 「診療放射線技師法」に題名改正。診療エックス線技師の区分が廃止される。